# Albert Wayens
Albert Wayens (né à Doische le 10 mai 1922 et mort le 17 juillet 2002 à Braine-l'Alleud) est un écrivain belge, romancier et historien régionaliste wallon.

## Biographie
Albert Hubert Baudry Ghislain Wayens est le fils de Lucien Wayens et de Denise Hennard. Il était marié à Suzanne Colle. Son père, cheminot puis fonctionnaire à la Régie des Télégraphes et Téléphones décède alors qu'il a douze ans.
Il découvre dès ses humanités son goût pour les lettres. Il rédige ainsi un premier livre, Apprenons à décrire, avec son professeur l’abbé Sternon qui l’avait aidé dans la fin de ses études secondaires de latin-grec et qu’il considérait comme un père. De nombreux autres livres, essais et nouvelles suivront plus tard mais il ne pourra pas se consacrer intégralement à sa vocation littéraire.
En effet, pour venir en aide à sa maman veuve, il entre aux Chemins de fer juste après la Seconde Guerre mondiale comme rédacteur d'abord à Ottignies puis devient rédacteur en chef de la revue Le Rail, revue sociale à destination des ouvriers et employés de la SNCB.
Au niveau littéraire, il collabore à la rédaction de la revue littéraire « Marginales » avec Albert Ayguesparse dont il assume la fonction d'administrateur jusqu'en 1968. Cette revue littéraire réunit chaque trimestre des textes courts inédits. Ces textes de fiction (nouvelles, poèmes, dialogues de théâtre) sont sollicités auprès d’écrivains qui racontent à leur manière des thématiques qui leur sont « imposées ». Les sujets abordés sont culturels, politiques, historiques, sociaux…
Dans le monde du spectacle, il s'implique dans la scénarisation du Gala du Folklore wallon organisé au Palais des Beaux-Arts à Bruxelles de 1949 à 1957. Ce gala annuel était destiné à mettre en valeur le folklore et les traditions wallonnes avec notamment la participation de groupes folkloriques.
Dans les années 1980 et 1990, s'étant installé à Waulsort dans la vallée de la Meuse, il consacre une bonne partie de sa production littéraire à la région de la Haute-Meuse. Il écrit notamment des articles dans la revue «Ardenne Wallonne».

## Distinctions
- Prix Artistes de Wallonie du Cercle culturel dinantais «Conscience» pour le roman Au yeux de Meuse[7];
- Chevalier de l'ordre de Léopold[8].